# 大埔广福宫
广福宫，位于中国广东省梅州市大埔县湖寮黎加坪，为梅州市大埔县的一个县级文物保护单位，类型为古建筑，公布时间为1994年6月。
广福宫的历史年代为清代。